# Xã Verona, Quận Faribault, Minnesota
Xã Verona (tiếng Anh: Verona Township) là một xã thuộc quận Faribault, tiểu bang Minnesota, Hoa Kỳ. Năm 2010, dân số của xã này là 364 người.